# Денніс Займен
Денніс Займен (нім. Dennis Seimen, нар. 1 грудня 2005, Гайльбронн, Німеччина) — німецький футболіст, воротар клубу «Штутгарт».

## Ігрова кар'єра

### Клубна
Денніс Займен починав займатися футболом у своєму рідному місті Гайльбронн. У 2015 році він приєднався до академії клубу «Штутгарт». Як капітан команди (U-17) Займен підписав свій перший професійний контракт з клубом у жовтні 2021 року у віці 15 років. У квітні 2023 року воротаря перевели до другої команди «Штутгарта» в Регіональній лізі.
Матч Бундесліги 14 травня 2023 року проти «Баєр 04» Денніс Займен провів як резервний воротар «Штутгарта».

### Збірна
Денніс Займен має румунське коріння. Але на міжнародному рівні він з 2020 року виступає за юнацькі збірні Німеччини. Був капітаном збірної Німеччини (U-17).

## Титули і досягнення
- Володар Кубка Німеччини (1):

«Штутгарт»: 2024-25